# 베이토
베이토(프랑스어: Veytaux)는 스위스 보주의 리비에라-페이덩오구에 있는 자치체이다.
시옹성은 시옹 거리에 위치한 제네바 호수 전체의 전망을 제공한다.

## 역사
베이토는 1332년에 Veytour로 처음 언급되었다.

## 지리
베이토의 면적은 2009년 현재 6.8k㎡이다. 이 지역 중 0.98k㎡ (14.5%)가 농업 목적으로 사용되는 반면 5k㎡ (74.0%)는 삼림으로 사용된다. 나머지 토지 중 0.36k㎡ (5.3%)가 정착지(건물 또는 도로)이고 0.38k㎡ (5.6%)가 비생산적인 토지이다.
건축 면적 중 주택과 건물이 2.2%, 교통 기반 시설이 2.2%를 차지했다. 산림면적 중 70.9%는 산림이 우거져 있고 1.9%는 과수원이나 작은 나무 군락으로 덮여 있다. 농경지 중 0.0%는 작물 재배에 사용되며 13.9%는 고산 목초지에 사용된다. 비생산적인 지역 중 3.1%는 비생산적인 초목이고 2.5%는 초목이 자라기에는 너무 암석이 많은 지역이다.
지자체는 2006년 8월 31일에 해산될 때까지 브베구의 일부였으며, 베이토는 새로운 생성된 리비에라-페이덩오구의 일부가 되었다.
베이토 마을과 그랑샹프 작은 마을로 구성되어 있다.

## 인구통계
2020년 12월 기준, 베이토의 인구는 952명이다. 2008년 기준으로 인구의 26.9%가 거주하는 외국인이다. 1999년부터 2009년까지 지난 10년 동안 인구는 -3.1%의 비율로 변화했다. 이주로 인해 0%의 비율로, 출생 및 사망으로 인해 -0.6%의 비율로 변경되었다.
2000년 기준, 인구 대부분인 701명(82.4%)이 프랑스어를 모국어로 사용하며, 독일어가 62명(7.3%)으로 두 번째로 많이 사용되고, 영어가 25명(2.9%)으로 세 번째로 사용된다. 이탈리아어를 할 줄 아는 사람이 18명 있다.
2009년 기준 베이토의 연령 분포는 다음과 같다. 70명의 어린이(인구의 8.5%)가 0~9세, 64명의 청소년(7.8%)이 10~19세이다. 성인 인구 중 108명(인구의 13.1%)이 20~29세이다. 101명(12.3%)은 30~39세, 142명(17.3%)은 40~49세, 129명(15.7%)은 50~59세이다. 고령자 분포는 93명(인구의 11.3%)이 60세 이상이다. 69세는 70~79세가 76명(9.2%), 80~89세가 34명(4.1%), 90세 이상이 6명(0.7%)이다.
2000년 기준으로, 시정촌에 미혼이거나 독신인 사람이 330명 있다. 기혼자는 389명, 미망인은 57명, 이혼한 사람은 75명이었다.
2000년 기준으로 시정촌의 개인가구는 423세대로 가구당 평균 1.9명이다.  1인 가구는 192가구, 5인 이상 가구는 12가구였다. 총 436가구 중 1인 가구가 44.0%로 부모와 동거하는 성인 1명이 있었다. 나머지 가구 중 자녀가 없는 기혼 부부는 118쌍, 자녀가 있는 기혼 부부는 84쌍, 자녀가 있는 편부모는 21쌍이다. 7가구는 혈연관계가 없는 사람들로, 13가구는 일종의 기관이나 집단주택으로 구성되어 있었다.
2000년에는 총 185채의 주거용 건물 중 83채(전체의 44.9%)가 단독주택이었다. 다가구 건물은 72채(38.9%), 주거용으로 주로 사용되는 다목적 건물은 23채(12.4%), 기타 용도(상업, 공업)가 7채(3.8%)였다.
2000 년에는 총 408가구(전체의 82.3%)가 영구임대되었고, 62가구(12.5%)는 성수기, 26가구(5.2%)는 공실이었다.  2009년 기준 신규주택 건설률은 인구 1000명당 1.2세대였다.  2010년 시정촌 공실률은 0%였다.
역사적 인구는 다음 차트에 나와 있다.

## 국가중요문화재
N9 고속도로의 시옹성과 시옹 고가교는 국가적으로 중요한 스위스 문화 유산으로 등록되어 있다. 테리테/베이토의 전체 도시 마을과 시옹성 주변 지역은 스위스 유산 목록의 일부이다.

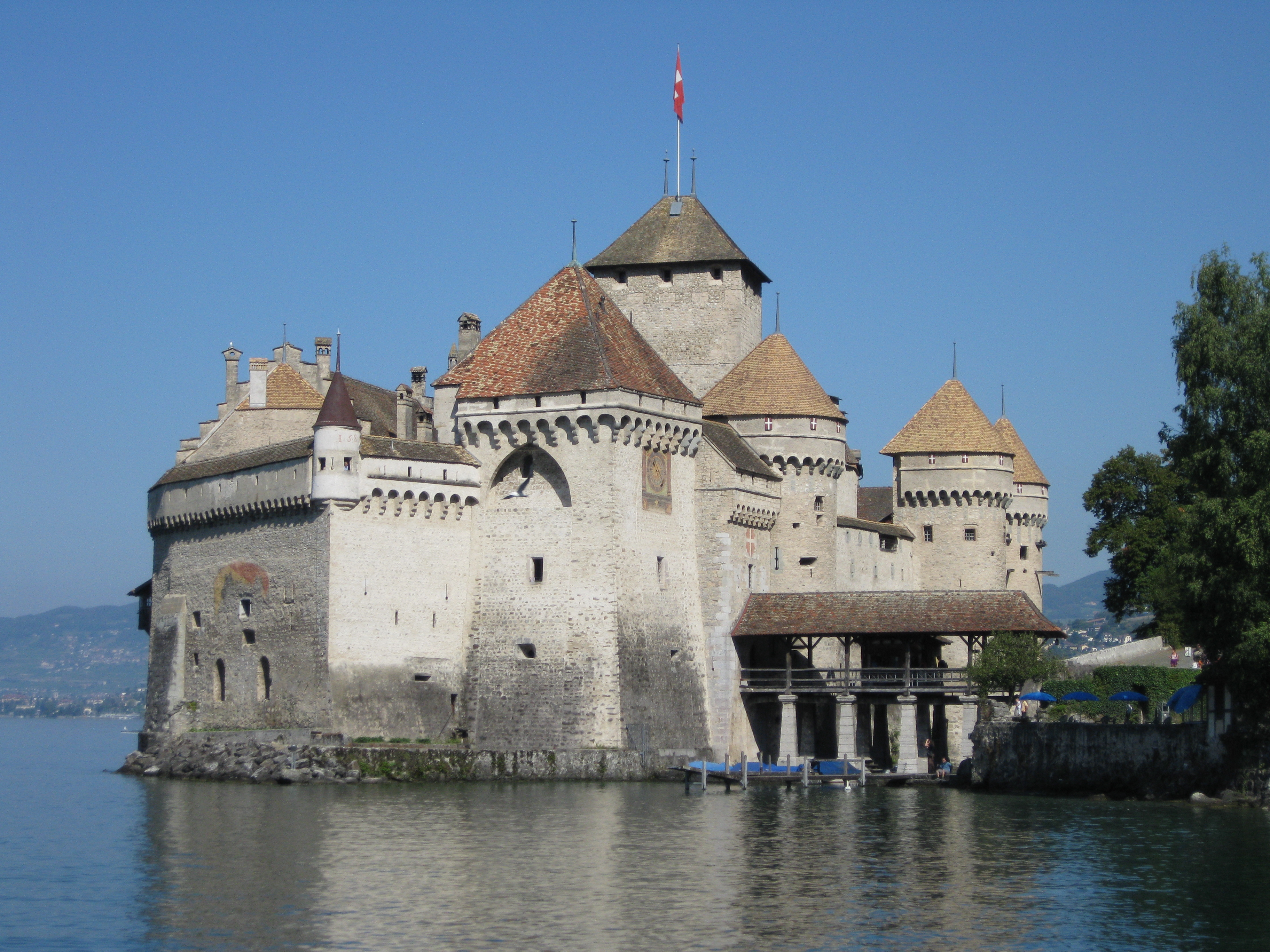
시옹성
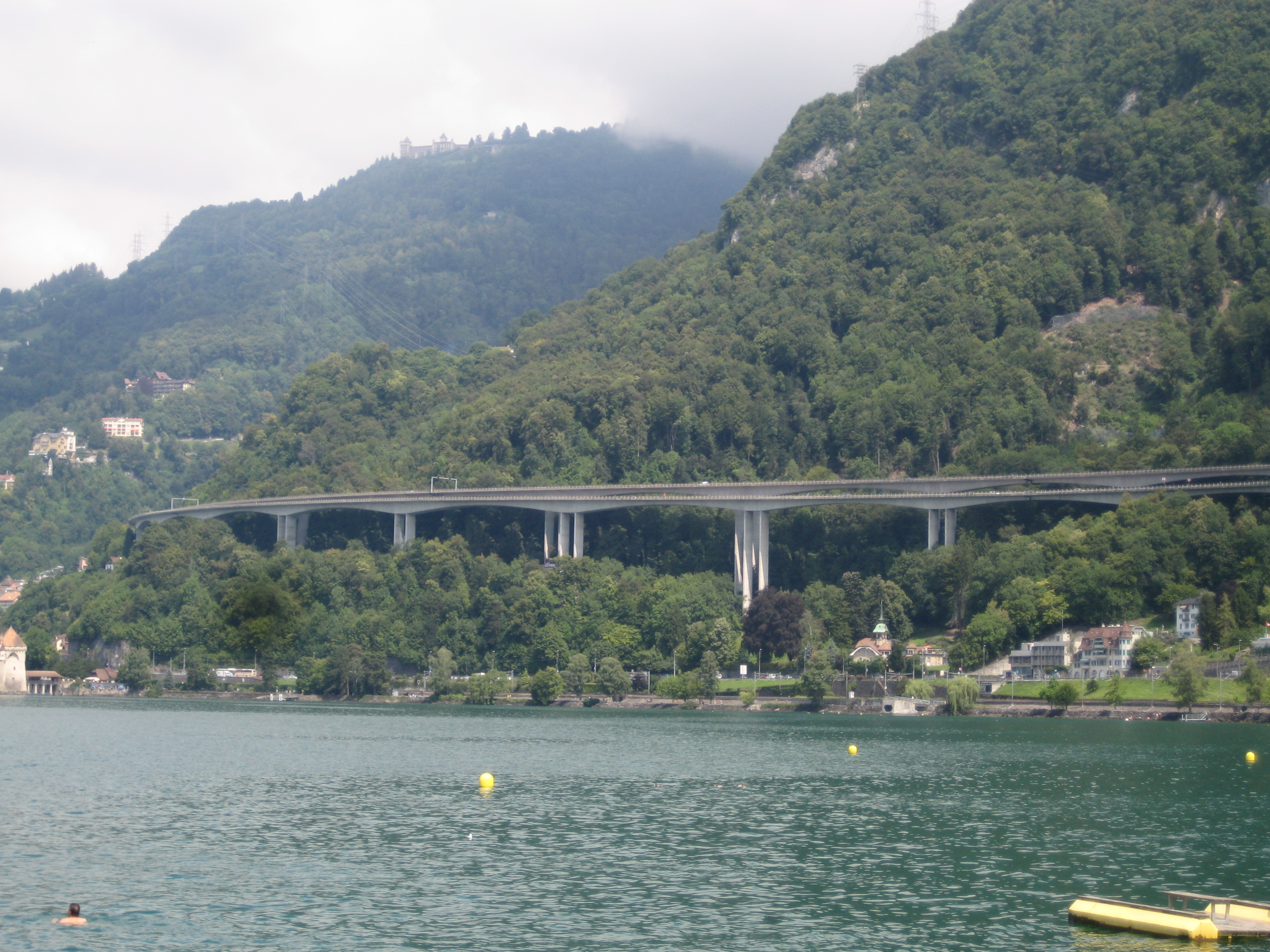
시옹 N9번 도로의 고가교

## 정치
2007년 연방 선거에서 가장 인기 있는 정당은 24.66%의 득표율을 기록한 SVP였다. 다음으로 가장 인기 있는 3개 정당은 FDP (17.74%), SP (16.17%), LPS (13.62%)이다. 이번 연방 총선에서는 총 232표가 투표율 37.3%를 기록했다.

## 경제
2010년 기준으로 베이토의 실업률은 4%였다. 2008년 현재 1차 경제 부문에 3명이 고용되어 있고, 이 부문에 약 1개 기업이 참여하고 있다. 48명이 2차 부문에 고용되었고, 이 부문에 8개의 기업이 있었다. 117명이 3차 부문에 고용되었으며, 이 부문에는 24개의 기업이 있다. 시정촌 주민은 444명으로 일정 정도 고용되었으며, 그중 여성이 전체 노동력의 42.8%를 차지하였다.
2008년에 정규직에 상응하는 총 일자리 수는 135개였다. 1차 부문의 일자리 수는 3개였으며, 그중 농업이 3개, 임업 또는 목재 생산이 3개였다. 2차 부문의 일자리 수는 46개로 그중 4개(8.7%)가 제조업, 10개(21.7%)가 건설업이었다. 3차 부문의 일자리 수는 86개였다. 3차 부문의 경우; 8개(9.3%)는 도소매 판매 또는 자동차 수리, 1개는 상품 이동 및 보관, 21개(24.4%)는 호텔 또는 레스토랑, 14개(16.3%)는 기술 전문가 또는 과학자, 2개(2.3%)는 교육에 있었고, 2개(2.3%)는 의료에 있었다.
2000년 기준 자치단체로 통근하는 근로자는 124명, 출퇴근자는 386명이었다. 지자체는 근로자의 순수출 지자체로, 1명이 전입할 때 약 3.1명의 근로자가 지자체를 떠나고 있다. 근로 인구의 25%는 대중교통을 이용하여 출근하고 60.8%는 자가용을 이용하였다.

## 종교
2000년 인구 조사에 따르면 325명(38.2%)이 로마 가톨릭 신자이고, 301명(35.4%)이 스위스 개혁 교회에 속해 있다. 나머지 인구 중 정교회 교인이 5명 (인구의 약 0.59%), 크리스찬 가톨릭 교회 신자가 1명, 다른 기독교 교회에 속한 사람이 14명(인구의 약 1.65%)이 있었다. 이슬람교는 18명(인구의 약 2.12%), 힌두교가 7명, 다른 종교에 속한 사람이 4명이었다. 125명(인구의 약 14.69%)이 교회에 속하지 않았거나, 불가지론자이거나 무신론자, 56명(인구의 약 6.58%)이 질문에 대답하지 않았다.

## 교육
베이토에서는 인구의 약 361명(42.4%)이 비필수 고등교육을 이수했으며 154명(18.1%)이 추가 고등교육( 대학 또는 응용학문대학)을 마쳤다. 고등교육을 마친 154명 중 51.3%가 스위스 남성, 22.7%가 스위스 여성, 15.6%가 비스위스계 남성, 10.4%가 비스위스계 여성이었다.
2009/2010 학년도에 몽트뢰 학군에는 총 2,106명의 학생이 있었다. 보주 주립학교 시스템에서는 정치 구역에서 2년간의 의무가 아닌 유아원을 제공한다. 학년도 동안 정치 지역은 총 817명의 어린이에게 유치원 보육을 제공했으며, 그중 456명의 어린이(55.8%)가 보조금을 받는 유치원 보육을 받았다. 주의 초등학교 프로그램은 학생들이 4년 동안 출석해야 한다. 시립 초등학교 프로그램에는 1,056명의 학생이 있었다. 의무 중등학교 프로그램은 6년 동안 지속되며, 해당 학교의 학생은 931명이었다. 홈스쿨링을 하거나 다른 학교에 다니는 학생도 119명이었다.
2000년 기준으로 베이토에는 다른 지자체에서 온 17명의 학생이 있었고, 92명의 주민들은 지자체 이외의 학교에 다녔다.
2009년 시옹성 재단은 313,200명의 방문객이 방문했다고 밝혔다. (이전 연도의 평균은 290,098명)

## 교통
지자체에는 심플론선에 베이토-시옹역이 있다. 그것은 그랑송, 로잔 및 에이글에 정기 서비스가 있다.